# A᷆
Cette page contient des caractères spéciaux ou non latins. S’ils s’affichent mal (▯, ?, etc.), consultez la page d’aide Unicode.
A᷆, appelé A macron-grave, est un graphème utilisé dans les écritures du bassa et bete-bendi.
Il s'agit de la lettre A diacritée d'un macron-grave.

## Représentations informatiques
Le A macron-grave peut être représenté avec les caractères Unicode suivants :
- décomposé (latin de base, diacritiques)[1],[2] :

| formes    | représentations | chaînes de caractères | points de code | descriptions                                       |
| --------- | --------------- | --------------------- | -------------- | -------------------------------------------------- |
| capitale  | A᷆               | A◌᷆                    | U+0041 U+1DC6  | lettre majuscule latine a diacritique macron-grave |
| minuscule | a᷆               | a◌᷆                    | U+0061 U+1DC6  | lettre minuscule latine a diacritique macron-grave |